# Забелин, Иосиф Викентьевич
Ио́сиф Вике́нтьевич Забе́лин (1 апреля 1834, Витебская губерния — 7 декабря 1875) — русский фармаколог, профессор Санкт-Петербургской медико-хирургической академии.

## Биография
По завершении обучения в Витебской духовной семинарии (в 1854), поступил в Императорскую медико-хирургическую академию, где в 1859 окончил курс с золотой медалью и был оставлен при академии для дальнейшего усовершенствования. В 1861 получил степень доктора медицины, звание приват-доцента фармакологии и командирован за границу на 2 года.
Здесь он работал во всех известных тогда биолого-химических лабораториях. По возвращении Забелин стал читать лекции по фармакологии; с 1868 — ординарным профессором. Поставив изучение фармакологии на точную физиолого-экспериментальную почву, Забелин своими лекциями оживил почти забытую кафедру фармакологии и привлек в свою аудиторию небывалое до того времени число слушателей.
Предметом его лекций служили только медикаменты, действие которых было точно изучено экспериментальным путём. Благодаря Забелину при Академии была устроена фармакологическая лаборатория. Первое его научное исследование было «О влиянии мышьяковистых соединений на организм человека». Следующая работа, его диссертация, «О влиянии лимоннокислого кофеина», вызвала большую полемику с профессором Э. Э. Эйхвальдом. Следующее исследование было «О влиянии поваренной соли на усвоение организмом извести, восстановление костной ткани и усвоение железа». В 1870 Забелин совместно с профессорами Е. И. Богдановским, М. М. Рудневым и Заворыкиным стал издавать «Журнал нормальной патологии и гистологии».
Похоронен на Волковском православном кладбище. Могила утрачена.